# セミ・クナタニ
セミ・クナタニ（Semi Kunatani、1990年10月27日 - ）は、プレミアシップハーレクインズに所属するラグビーユニオン選手。

## プロフィール
- フィジー・ナンディ出身[1]。
- ポジションはロック(LO)、フランカー(FL)、ウィング(WTB)。
- 身長 191cm、体重 107kg
- フィジー代表キャップは10（2020年3月現在）でラグビーワールドカップ2019のフィジー代表に選ばれた[2]。
- リオ五輪の7人制フィジー代表に選ばれ金メダル獲得[3]。

## 略歴
トゥールーズを経て、2018年、ハーレクインズに加入。
2020年4月、フィジーに帰国後に14日間の自主隔離措置を怠ったため、逮捕された。